# Сын
Сын — мальчик/мужчина по отношению к своим родителям.

## Социальные вопросы в отношении сыновей
Во многих доиндустриальных обществах и в некоторых современных странах с аграрной экономикой сыновья, а не дочери, имели большое значение и до сих пор имеют, потому что мужчины имеют там более высокий социальный статус, поскольку мужчины физически сильнее и выполняют задачи сельского хозяйства более эффективно.
В Китае, в целях устранения быстрого роста населения, действовала «Политика одного ребёнка». Официальные отчёты рождения показали рост рождаемости мужчин. Это было обусловлено рядом факторов, в том числе незаконной практикой выборочных по полу абортов и широко распространённой практике скрытия отчётности рождения девочек.
В некоторых странах принята практика первородства — сыновья наследуют перед дочерьми.

## Кинематограф
- Сын — советский художественный фильм 1955 года
- Сын — советский телефильм 1987 года
- Сын — фильм режиссёров братьев Дарденн 2002 года
- Сын — российский фильм 2017 года